# آرت دکو (ترانه)
«آرت دکو» (به انگلیسی: Art Deco) ترانه‌ای از خواننده و ترانه‌نویس اهل ایالات متحده آمریکا لانا دل ری است. این ترانه برای چهارمین آلبوم استودیویی دل ری با عنوان ماه عسل (۲۰۱۵) ضبط شده‌است.